# New Franklin, Ohio
New Franklin là một thành phố thuộc quận Summit, tiểu bang Ohio, Hoa Kỳ. Năm 2010, dân số của thành phố này là 14227 người.

## Dân số
- Dân số năm 2000: 2191 người.
- Dân số năm 2010: 14227 người.